# 左宝贵
左宝贵（1837年—1894年9月15日 †），字冠廷，回族，山东省费县地方镇（今属山东省平邑县）人，清末将领。

## 人物生平
1856年，左宝贵携两个弟弟应募从军，编入江南军营，开始了戎马生涯。他随军转战大江南北，屡立战功，受到重用，先后升任千总、都司、游击、参将、总兵、记名提督等，成为清廷高级军官，家乡人们都称他“左军门”。
早年生活艰难，咸丰初年，投军入伍，被提为总兵。咸丰六年，投效江南大营，参加镇压太平天国。後从僧格林沁前敌管带忠勇营讨伐捻军起义。“爱材勇，有奇技异能者，辑罗致摩下。功不音赏，罚不私刑，士乐为用。”光绪元年（1875年），随盛京将军崇实巡视奉天、吉林、平息当地民众起事，晋记名提督。光緒二十年（1894年）甲午战争爆发，左寶貴受命率军与卫汝贵、马玉崑、丰陞阿各部赴朝鮮，驻平壤。左宝贵居功骄傲，麻痹轻敌。刘春烺极力进言规劝，不被采纳，於是辞归。九月十四日，日军进攻平壤城北，左宝贵身穿黄马褂，带病督战。叶志超提出弃城逃跑的主张，遭到左宝贵竭力反对。九月十五日，日军对平壤城发动总攻。左宝贵率奉军防守平壤北面的牡丹台、玄武门一线。牡丹台失守，日軍占据优势位置，集中力量向玄武门发起攻击。左宝贵负伤不退。在激烈的戰斗中，左寶貴本“先中兩槍，仍在炮台指揮。復被炮中胸前，登時陣亡”。葬於普哈丁墓南区，是甲午战争中清军高级将领戰死的第一人。
光绪皇帝为其题词：“方当转战无前，大军云集；何意出师未捷，上将星沉。”贈太子少保，諡忠壯，授予騎都尉兼一云騎尉世職。

## 延伸阅读
[在维基数据编辑]
 《清史稿·卷460》，出自趙爾巽《清史稿》
 在维基共享资源阅览影像